# Komnen Andrić
Komnen Andrić (serbisch-kyrillisch Комнен Андрић; * 1. Juli 1995 in Novi Pazar, Jugoslawien) ist ein serbischer Fußballspieler, der aktuell bei Clermont Foot in der Ligue 1 spielt.

## Karriere

### Verein
Andrić begann seine fußballerische Ausbildung bei Rudar Baljevac, ehe er zum FK Radnički 1923 Kragujevac wechselte. Dort unterschrieb er am 1. Januar 2013 seinen ersten Profivertrag in der ersten serbischen Liga. Ende Februar desselben Jahres (16. Spieltag) debütierte er dort beim 1:1-Unentschieden gegen den FK Rad Belgrad im Profibereich. Bis zum Saisonende spielte er insgesamt fünfmal für Kragujevac. Bei seinem ersten Spiel in der Folgesaison am zweiten Spieltag schoss er gegen den FK Napredak Kruševac das erste Tor seiner Profikarriere. In der gesamten Spielzeit 2013/14 spielte Andrić 19 Mal in der Liga, wobei er einmal traf.
Im Sommer 2014 wechselte er zum Ligakonkurrenten OFK Belgrad. Dort kam er 2014/15 insgesamt 15 Mal in Liga und Pokal zum Einsatz. In der Saison 2015/16 schoss er dann bereits acht Tore in 28 Einsätzen wettbewerbsübergreifend. Für die Saison 2016/17 wurde Andrić anschließend an den portugiesischen Erstligisten Belenenses SAD verliehen. Hier wurde er direkt am ersten Spieltag gegen Vitória Setúbal eingewechselt und debütierte somit in der Primeira Liga. Nach nur acht Einsätzen wurde die Leihe im Februar 2017 abgebrochen und er wurde für den Rest der Spielzeit an den litauischen Erstligisten FK Žalgiris Vilnius verliehen. Hier traf er jedoch auch nur einmal in acht Ligaeinsätzen.
Spät in der Saison 2017/18 wurde er an den kroatischen Erstligisten Inter Zaprešić verliehen. Hier spielte er wettbewerbsübergreifend 20 Mal, wobei er zehn Tore schießen konnte und fünf Tore vorlegte. Bis zur Winterpause der Saison 2018/19 schoss Andrić weitere zehn Tore in 17 Ligaeinsätzen für Zaprešić.
Im Januar 2019 wechselte er schließlich für eine Million Euro zum Ligakonkurrenten und mehrfachen kroatischen Meister Dinamo Zagreb. Dort wurde er Ende Februar im Rückspiel der Zwischenrunde in der Europa League gegen Viktoria Pilsen das erste Mal international eingesetzt. Neben diesem einen Einsatz dort schoss er in der Liga vier Tore in 14 Spielen. Nach keinem Einsatz in der Hinrunde wurde er für die Rückrunde der Saison 2019/20 an seinen Exverein Inter Zaprešić verliehen. Dort bestritt er 14 Ligapartien und traf dabei dreimal. Nach vier Toren und einer Vorlage in seinen ersten vier Saisonspielen für Zagreb wurde er für die gesamte Saison 2020/21 nach Russland an den FK Ufa verliehen. Dort bestritt er 16 Ligaspiele und schoss drei Tore bis zum Saisonende. Andrić beschloss sich dann nach Kroatien zurückzukehren und Ufa zog die Kaufoption nicht. Hier spielte er 2021/22 in Liga, Pokal und Europa League 33 Mal, wobei er acht Tore schoss und vier Tore vorlegte.
Im Sommer 2022 wechselte Andrić nach Frankreich in die Ligue 1 zu Clermont Foot. Bei einer 0:5-Niederlage gegen Paris Saint-Germain stand er das erste Mal in der Ligue 1 auf dem Feld und direkt über 90 Minuten. Bereits am zweiten Spieltag schoss er gegen Stade Reims bei einem 4:2-Sieg direkt seine ersten beiden Tore für den neuen Verein.

### Nationalmannschaft
Andrić spielte von 2014 bis 2015 insgesamt dreimal für die serbische U19- und U20-Nationalmannschaft, wobei er einmal in drei Partien traf.

## Erfolge
FK Žalgiris Vilnius
- Litauischer Meister: 2017

Dinamo Zagreb
- Kroatischer Meister: 2019, 2022